# Gereuth (Untermerzbach)
Gereuth ist ein Gemeindeteil der Gemeinde Untermerzbach im unterfränkischen Landkreis Haßberge in Bayern.

## Geografie
Das Kirchdorf liegt im nordöstlichen Teil des Landkreises an der Baunach am östlichen Hang eines langgestreckten Höhenzugs der Haßberge. Die Kreisstraße HAS 46  von Untermerzbach nach Hofheim in Unterfranken führt durch den Ort.

## Geschichte
Die erste urkundliche Erwähnung war 1303/13, als Theino et Karle de Lichtenstein den Zehnt und Heinrich Hohe ein Viertel des Zehnts in „Gerüt“ hatten. Im Jahr 1317 erhielten Theine und Hugelinus von Lichtenstein den ganzen Zehnt in „Geruthe“.
Lehensnehmer des Hochstiftes Würzburg waren neben den von Lichtenstein ab dem 16. Jahrhundert auch die Herren von Schaumberg. In der Folge wurde der Ort im 16. und 17. Jahrhundert auch Schaumbergsreuth genannt. Im Jahr 1705 erwarb der Würzburger Fürstbischof Johann Philipp von Greiffenclau-Vollraths mit dem Rittergut die Dorfherrschaft und ließ einen Schlossneubau (Schloss Gereuth) als standesgemäßen Landsitz errichten. In den folgenden Jahren wurden von ihm auch beinahe sämtliche Gebäude des Gutsbezirks durch seinen Hofbaumeister Joseph Greissing neu- oder umgebaut. Bedeutend ist davon besonders die katholische Pfarrkirche St. Philippus. 1815 veräußerte die Familie Greiffenclau ihr Anwesen an den Würzburger Hofbankier Jakob Hirsch, der die damit verbundene Patrimonialgerichtsbarkeit als erster deutscher Jude erwarb.
1862 wurde die 1818 gebildete Ruralgemeinde Gereuth in das neu geschaffene bayerische Bezirksamt Ebern eingegliedert. Im Jahr 1871 hatte das Pfarrdorf 151 Einwohner, von denen 124 katholisch waren, und 35 Wohngebäude. Die katholische Kirche und die Bekenntnisschule befanden sich im Ort.
1900 hatte die 173,57 Hektar große Gemeinde 177 Einwohner und 33 Wohngebäude. Die 39 protestantischen Einwohner gehörten zum Sprengel der 3,5 Kilometer entfernten Pfarrei Untermerzbach. 1925 lebten in Gereuth 160 Personen, von denen 128 katholisch waren, in 43 Wohngebäuden.
1950 hatte Gereuth 283 Einwohner und 33 Wohngebäude. Im Jahr 1961 zählte das Pfarrdorf 165 Einwohner und 35 Wohngebäude. 1970 waren es 125 und 1987 106 Einwohner sowie 37 Wohngebäude mit 41 Wohnungen.
Am 1. April 1971 wurde Gereuth im Rahmen der Gebietsreform in Bayern in die Gemeinde Untermerzbach eingegliedert. Am 1. Juli 1972 folgte die Auflösung des Landkreises Ebern und Gereuth kam zum Haßberg-Kreis.

## Baudenkmäler

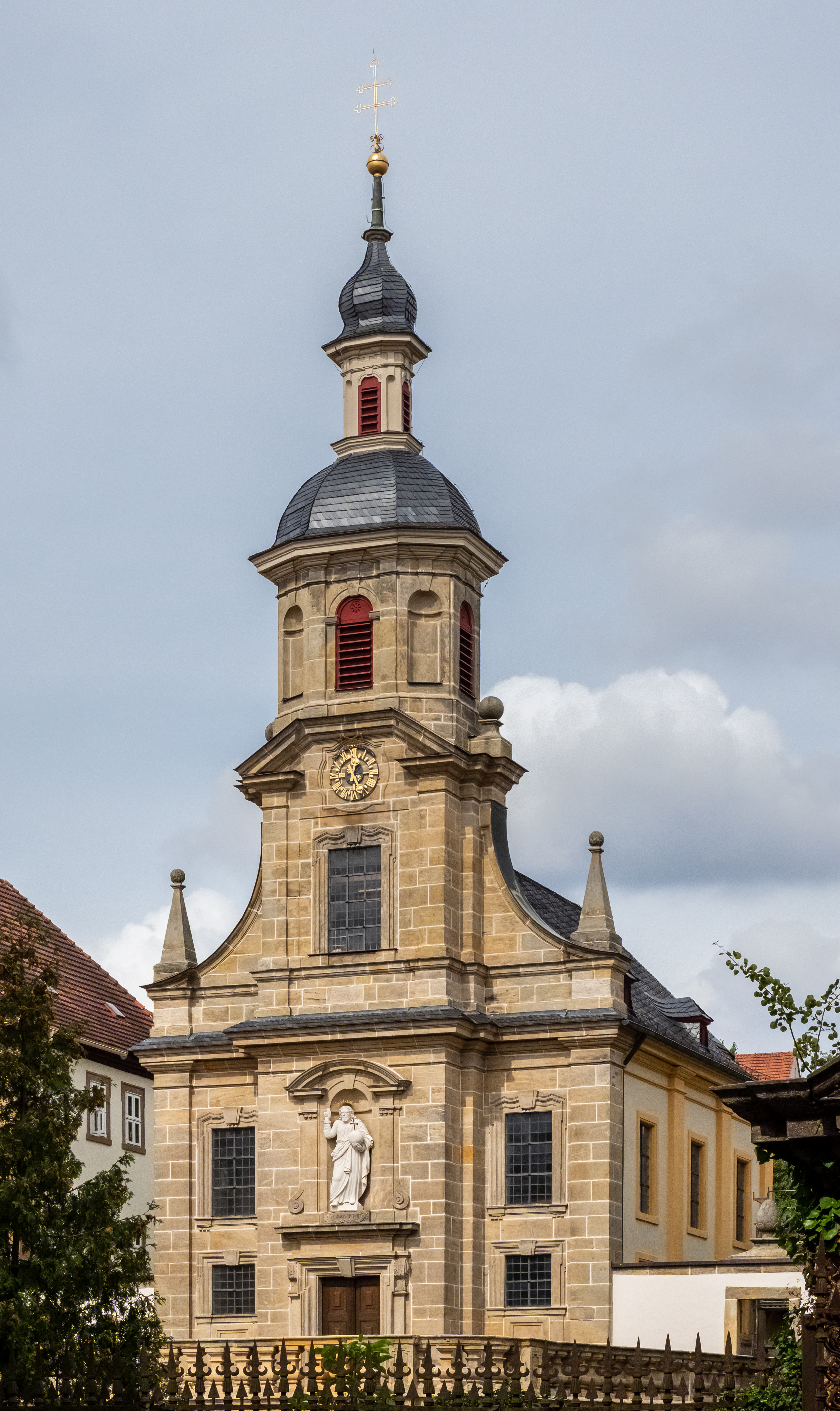
Katholische Pfarrkirche St. Philippus

- Schloss und katholische Pfarrkirche St. Philippus siehe → Hauptartikel: Schloss Gereuth

In der Bayerischen Denkmalliste sind 14 Baudenkmäler aufgeführt.

## Persönlichkeiten
- Erich Prieger (1889–1961), Verwaltungsjurist und Landrat